# Samuel Thatcher
Samuel Thatcher (* 1. Juli 1776 in Cambridge, Province of Massachusetts Bay; † 18. Juli 1872 in Bangor, Maine) war ein US-amerikanischer Politiker. Zwischen 1802 und 1805 vertrat er den Bundesstaat Massachusetts im US-Repräsentantenhaus.

## Werdegang
Samuel Thatcher studierte bis 1793 an der Harvard University. Nach einem anschließenden Jurastudium und seiner 1797 erfolgten Zulassung als Rechtsanwalt begann er in New Gloucester in diesem Beruf zu arbeiten. Politisch wurde er Mitglied der Ende der 1790er Jahre von Alexander Hamilton gegründeten Föderalistischen Partei. Zwischen 1801 und 1811, also auch während seiner Zeit im Kongress, war er Abgeordneter im Repräsentantenhaus von Massachusetts.
Nach dem Rücktritt des Abgeordneten Silas Lee wurde Thatcher bei der fälligen Nachwahl für den zwölften Sitz von Massachusetts als dessen Nachfolger in das US-Repräsentantenhaus in Washington, D.C. gewählt, wo er am 6. Dezember 1802 sein neues Mandat antrat. Nach einer Wiederwahl konnte er bis zum 3. März 1805 im Kongress verbleiben. Seit 1803 vertrat er dort den 16. Wahlbezirk seines Staates. Während seiner Zeit als Kongressabgeordneter wurde im Jahr 1803 durch den Louisiana Purchase das Staatsgebiet der Vereinigten Staaten beträchtlich erweitert. 1804 wurde der zwölfte Verfassungszusatz ratifiziert. Im selben Jahr wurde Thatcher nicht wiedergewählt.
Zwischen 1814 und 1821 war er Sheriff im Lincoln County, das bis 1820 zu Massachusetts und seither zum Staat Maine gehört. Im Jahr 1824 saß Thatcher als Abgeordneter im Repräsentantenhaus von Maine. Seit 1860 lebte er in Bangor, wo er am 18. Juli 1872 starb.